# カーチャ・ザイツィンガー
カーチャ・ザイツィンガー（Katja Seizinger、1972年5月10日 - ）はドイツのノルトライン＝ヴェストファーレン州ダッテルン（Datteln）出身の元アルペンスキー選手。
冬季オリンピックで3つの金メダルと2つの銅メダルを獲得、アルペンスキー・ワールドカップでは総合優勝2回（1995-96、1997-98）、種目別で滑降4回、スーパー大回転5回優勝、通算36勝を記録し、ドイツの年間最優秀女子スポーツ選手にも3度選ばれている。1994年のリレハンメルオリンピック、1998年の長野オリンピックの滑降でそれぞれ金メダルを獲得（2大会連続の金メダル獲得はアルペンスキーのスピード系競技としては男女を通じて初）、また女子アルペンスキー選手として初の同一種目連覇を達成した。
なお、長野オリンピックのアルペン複合ではチームメイトのマルティナ・エルトゥル（Martina Ertl）が2位（銀メダル）、ヒルデ・ゲルク（Hilde Gerg）が3位（銅メダル）に入り、ドイツ選手による表彰台独占となった。